# Парни Бакасси
Парни Бакасси (англ. Bakassi Boys) — нигерийская неправительственная вооружённая группа, сформировавшаяся в городе Аба (штат Абиа), являющемся ключевым экономическим центром юга Нигерии.

## История
Группа была создана в 1999 году на базе нескольких этнических объединений народа игбо, таких, как Ассоциация торговцев Онитши (англ. Onitsha Traders Association). В её состав входят жители штата, занимающиеся бизнесом. Лидером является Гилберт Окойе.

## Деятельность
Целью создания «Парней Бакасси» было противостояние бандитским группам, в условиях неспособности полиции установить правопорядок в коммерческих центрах в штате. Таким образом, группа стала параллельной властью, противостоящей криминальным организациям.
Фактически группе удалось существенно снизить уровень преступности в Абе. Чтобы добиться этой цели, «Парни Бакасси» для устрашения населения сжигали отрезанные конечности убитых ими бандитов и преступников.
В период с 1999 по 2001 год группа была легализована в штатах Абиа (во время губернаторства Орджи Узо Кало) и Анамбра.

## Период объявления вне закона
После её запрета в 2001 году и ареста Г. Окойе группа нелегально продолжила участвовать в криминальных конфликтах в штатах Абиа, Анабра и Имо.